# Vois sur ton chemin
Vois sur ton chemin ist ein von Christophe Barratier und Bruno Coulais für den Film Die Kinder des Monsieur Mathieu (Les choristes) geschriebener Chorgesang, der für den Film von den Les Petits Chanteurs de Saint-Marc eingesungen wurde. Das Lied wurde bei der Oscarverleihung 2005 für den Oscar als bester Filmsong nominiert. Eine Technoversion des DJs Bennett avancierte zum Nummer-eins-Hit im Jahr 2024.

## Hintergrund
Im Film singt der von Jean-Baptiste Maunier gespielte problematische Schüler Pierre Morhange das Lied zunächst allein und wird von Monsieur Mathieu dabei ertappt, später singt es der gesamte Chor.
Das Lied ist das fünfte Stück auf dem offiziellen Soundtrack der Kinder des Monsieur Mathieu. Dieser erschien erstmals am 2. April 2004 und erreichte mit einer halben Millionen verkaufter Exemplare Diamant-Status in Frankreich.
Während der Oscarverleihung wurde das Lied von Beyoncé gesungen. Sie wurde dabei vom American Boy Choir begleitet.

## Coverversionen

### Coverversion von Bennett

#### Entstehung und Veröffentlichung
Der deutsche DJ und Musikproduzent Bennett postete seine Technoversion von Vois sur ton chemin zunächst auf TikTok, wo sie ein viraler Erfolg wurde. Die Erstveröffentlichung der Single erfolgte am 4. August 2023 als digitaler Einzeltrack zum Download und Streaming.

#### Chartplatzierungen
Diese Technoversion stieg am 11. August 2023 auf Rang 36 der deutschen Singlecharts ein und avancierte am 19. Januar 2024 zum Nummer-eins-Hit in Deutschland. 2023 platzierte sie sich auf Rang 29 der Single-Jahrescharts. Darüber hinaus erreichte das Lied auch die Chartspitze der deutschen Dancecharts.
| ChartsChartplatzierungen | Höchstplatzierung | Wochen |
| ------------------------ | ----------------- | ------ |
| Deutschland (GfK)        | 1 (95 Wo.)        | 95     |
| Frankreich (SNEP)        | 9 (55 Wo.)        | 55     |
| Österreich (Ö3)          | 3 (80 Wo.)        | 80     |
| Schweiz (IFPI)           | 4 (88 Wo.)        | 88     |

| ChartsJahrescharts (2023) | Platzierung |
| ------------------------- | ----------- |
| Deutschland (GfK)         | 29          |
| Frankreich (SNEP)         | 163         |
| Österreich (Ö3)           | 31          |
| Schweiz (IFPI)            | 39          |

| ChartsJahrescharts (2024) | Platzierung |
| ------------------------- | ----------- |
| Deutschland (GfK)         | 5           |
| Frankreich (SNEP)         | 92          |
| Österreich (Ö3)           | 8           |
| Schweiz (IFPI)            | 10          |

#### Auszeichnungen für Musikverkäufe
| Land/Region          | Auszeichnungen für Musikverkäufe (Land/Region, Auszeichnung, Verkäufe) | Verkäufe  |
| -------------------- | ---------------------------------------------------------------------- | --------- |
| Belgien (BRMA)       | Platin                                                                 | 40.000    |
| Dänemark (IFPI)      | Gold                                                                   | 45.000    |
| Deutschland (BVMI)   | 3× Gold                                                                | 900.000   |
| Frankreich (SNEP)    | Diamant                                                                | 333.333   |
| Italien (FIMI)       | Platin                                                                 | 100.000   |
| Niederlande (NVPI)   | Platin                                                                 | 90.000    |
| Österreich (IFPI)    | 2× Platin                                                              | 60.000    |
| Polen (ZPAV)         | Platin                                                                 | 50.000    |
| Portugal (AFP)       | Gold                                                                   | 5.000     |
| Schweiz (IFPI)       | 2× Platin                                                              | 60.000    |
| Spanien (Promusicae) | 2× Platin                                                              | 120.000   |
| Ungarn (MAHASZ)      | 2× Platin                                                              | 8.000     |
| Insgesamt            | 3× Gold · 12× Platin · 1× Diamant ·                                    | 1.843.333 |

### Weitere Coverversionen
Christina Aguilera nahm Elemente des Liedes für ihren Titel Oh Mother auf. 2012 veröffentlichte Le Bask ein Album im Stile des Hardcore Techno namens Hardchoriste, das auch eine Hardcore-Version dieses Liedes umfasste.